# Węgierski Kościół Reformowany

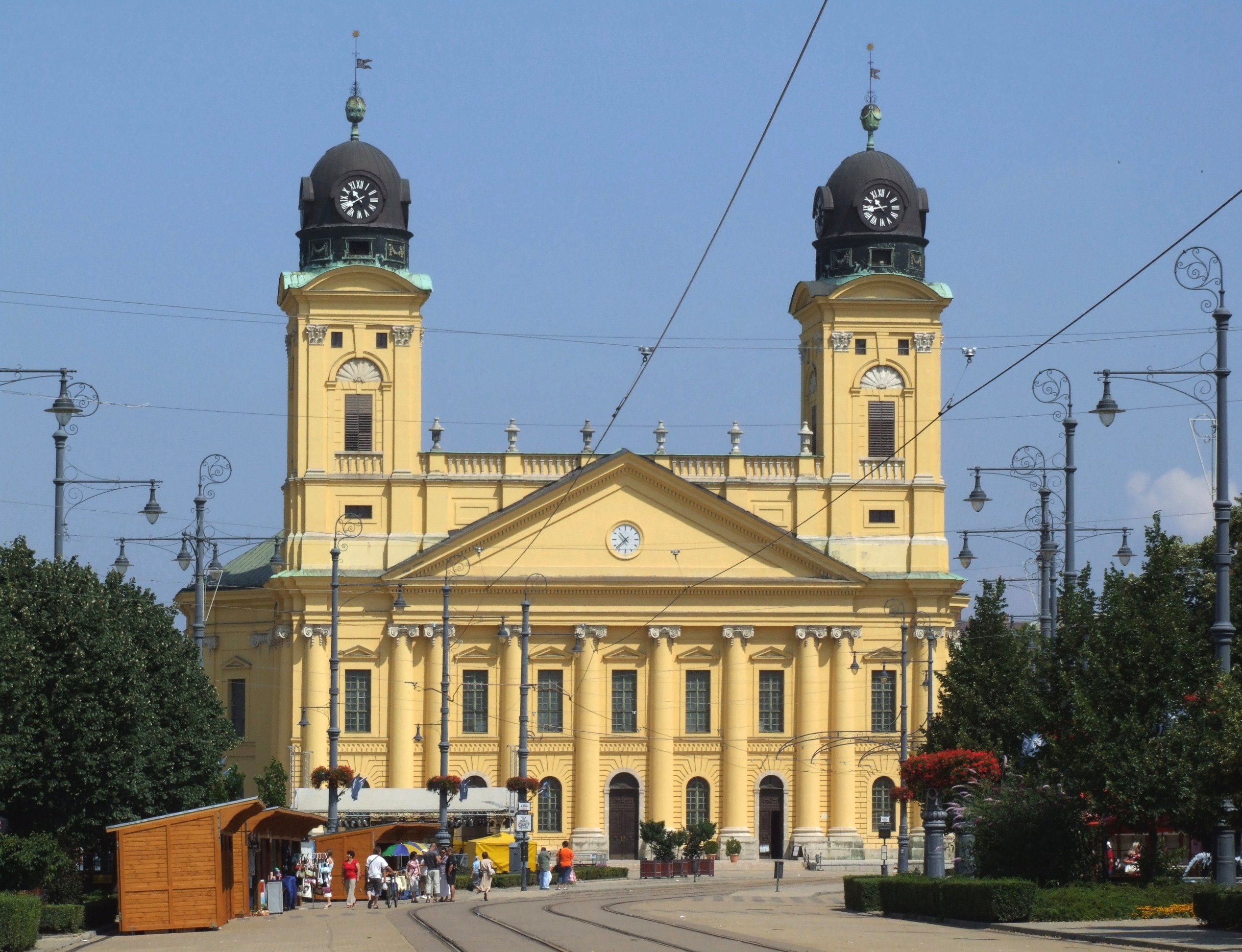
Wielki Kościół w Debreczynie.

Węgierski Kościół Reformowany (węg. Magyarországi Református Egyház) – kalwiński kościół protestancki, działający na Węgrzech. Jest to drugi Kościół w kraju po Kościele katolickim. Należy do niego 20,3% (stan na 2010 r.). Podzielony jest na 1200 parafii, 27 okręgów i 4 diecezje. Kościół liczy 600 tysięcy aktywnych członków, a według spisu powszechnego z roku 2011 przynależność do niego deklarowało 1,15 mln osób.
Kalwinizm rozpowszechnił się na Węgrzech w XVI wieku na terytoriach okupowanych przez Imperium Osmańskie, gdzie nie był narażony na działania Kontrreformacji, jak na terytoriach, które znajdowały się pod panowaniem Habsburgów. Na początku XVIII wieku, gdy całość terytorium Węgier znalazła się pod panowaniem habsburskim, rozpoczęto prześladowania kalwinistów. Pewne prawa uzyskali oni dopiero pod koniec XIX wieku.
Łącznie na Węgrzech i 6 sąsiadujących krajach mieszka 2,5 mln reformowanych ewangelików pochodzenia węgierskiego. Kościół ma też diasporę w Europie Zachodniej, Ameryce Północnej i Australii.